# Tadej Praprotnik

Tadej Praprotnik, slovenski sociolog, geograf, antropolog vsakdanjega življenja in teoretik družbene komunikacije
Predava na Oddelku za medijske študije Fakultete za humanistične študije Univerze na Primorskem v Kopru.
Področja dela: medijski študiji, mediji, tehnologije, družbeni mediji, medijska produkcija, algoritmi in algoritmizacija odnosov, medijska personalizacija, veliko podatkovje, umetna inteligenca, interpasivnost, performativnost, študiji identitete, ideološka konstrukcija identitete, sodobne identitete, medosebni odnosi, komunikacija, pragmalingvistika, modni študiji.

## Dela
- Praprotnik, Tadej (1999). Ideološki mehanizmi produkcije identitet. Ljubljana: Založba ISH. ISBN 961-6192-18-3.
- Praprotnik, Tadej (2003). Skupnost, identiteta in komunikacija v virtualnih skupnostih. Ljubljana: Založba ISH. ISBN 961-6192-23-X.
- Praprotnik, Tadej (2009) (Soavt.). Politike vsebin: Avdiovizualni mediji in informacijsko-komunikacijske tehnologije (IKT) z vidika zaščite otrok in mladoletnih. Ljubljana: Založba ISH. ISBN 978-961-6192-44-6.
- Praprotnik, Tadej (2023) (Soavt.). Več kot moda. Koper: Založba Univerze na Primorskem. ISBN 978-961-293-232-9.